# Schoberpass Straße
Die Schoberpass Straße B 113 ist eine Landesstraße in Österreich. Auf einer Länge von 71 km führt sie von St. Michael bei Leoben (Murtal) nach Liezen (Ennstal). Dabei führt die Straße über den Schoberpass. Sie verläuft durchgehend parallel zur Pyhrn Autobahn A 9 und zur Rudolfsbahn. Die Straße verläuft bis zum Schoberpass im Liesingtal, anschließend im Paltental.

## Geschichte
Die heutige Schoberpass Straße war Teil der Salzburger Straße, die von St. Michael über Liezen bis Aussee führte. Sie wurde im 18. Jahrhundert erbaut und besaß Mautstationen in Timmersdorf, Kalwang, Gaishorn, Rottenmann, Wörschach, Mitterndorf und Aussee, die der Staatskasse 1847 rund 15.000 Gulden einbrachten.
Die Salzstraße zwischen St. Michael und Aussee gehört zu den ehemaligen Reichsstraßen, die 1921 als Bundesstraßen übernommen wurden.
Bis 1938 wurde die Salzstraße als B 36 bezeichnet, nach dem Anschluss Österreichs wurde deren Teilstück zwischen Trieben und St. Michael als Reichsstraße 338 bezeichnet. Seit dem 1. April 1948 wird die Strecke zwischen Liezen und St. Michael als Schoberpaß Straße bezeichnet.
In den 1970er Jahren war die B 113 ein Unfallschwerpunkt der damaligen Gastarbeiterroute.